# Mukhisa Kituyi

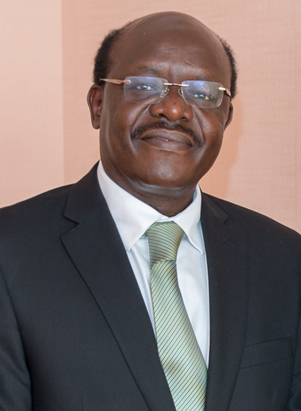
Mukhisa Kituyi (2013)

Mukhisa Kituyi (geb. 1956 in Bungoma County, West-Kenia) ist ein kenianischer Politiker. Von 2013 bis 2021 war er Generalsekretär der Konferenz der Vereinten Nationen für Handel und Entwicklung (UNCTAD).

## Jugend und Ausbildung
Mukhisa Kituyi wurde 1956 in Westkenia als Sohn von Jamin Kituyi und Joinah Mukasa Kituyi geboren. Er absolvierte ab 1977 ein B.A.-Studium in Politikwissenschaften und Internationale Beziehungen an der University of Nairobi und der Makerere-Universität in der ugandischen Hauptstadt Kampala und schloss 1982 mit Auszeichnung ab. An der norwegischen Universität Bergen erwarb er 1983 ein Diplom in vergleichenden Wirtschaftswissenschaften, 1986 einen Master of Philosophy in Entwicklungsforschung und 1998 einen Ph.D. in Sozialanthropologie.

## Karriere
Kituyi war von 1989 bis 1991 als Forscher am sozialwissenschaftlichen Christian Michelsen Institute in Bergen tätig, danach leitete er bis 1992 als Programmdirektor das African Centre for Technology Studies in Nairobi und die Vertretung der Norwegian Agency for International Development (NORAD) ebenso in Nairobi.
1992 wurde er erstmals ins kenianische Parlament gewählt und gewann auch bei den nächsten zwei Wahlen einen Sitz. Von 2002 bis 2007 war er kenianischer Handels- und Industrieminister. Während dieser Zeit leitete Kituyi auch zwei Jahre den Ministerrat des Gemeinsamen Markts für das Östliche und Südliche Afrika (COMESA) und den afrikanischen Handelsministerrat.
Er leitete auch den Ministerrat der AKP-Gruppe und war Verhandlungsführer der ost- und südafrikanischen Minister während der Wirtschaftsverhandlungen zwischen der Europäischen Union und den AKP-Staaten. Er war der Hauptverantwortlicher der Landwirtschaftsverhandlungen, die bei der sechsten Ministerkonferenz der WTO 2005 in Hongkong stattfanden.
Von 2008 bis 2012 war Kituyi Mitglied eines Beraterteams für die Staatspräsidenten der Ostafrikanischen Gemeinschaft für eine bessere Verknüpfung der  regionalen Wirtschaften.
Von 2011 bis 2012 war er Berater der Commission der Afrikanischen Union, bei der Entwicklung einer Panafrikanischen Freihandelszone.
Kituyi wurde Leiter des Kenya Institute of Governance mit Sitz in Nairobi. Das Institut ist ein Thinktank, welcher sich vor allem mit der Verknüpfung von akademischer Forschung und praktischer Politik beschäftigt.
2012 war Kituyi als externer Experte für die Africa Growth Initiative der US-amerikanischen Denkfabrik Brookings Institution, Washington, D.C. tätig, wo der zuvor Stipendiat gewesen war.
Am 1. September 2013 trat er sein Amt als Generalsekretär der UNCTAD an und wurde im Juli 2017 von der UN-Generalversammlung für eine zweite vierjährige Amtszeit wiedergewählt.

## Privatleben
Kituyi ist verheiratet mit Ling Merete Kituyi geb. Andersen und Vater von vier Kindern.